# Dusona rufipostpetiola
Dusona rufipostpetiola är en stekelart som beskrevs av Gupta 1977. Dusona rufipostpetiola ingår i släktet Dusona och familjen brokparasitsteklar. Inga underarter finns listade i Catalogue of Life.